# وگژنوو (استان اشوی‌داشکسیه)
وگژنوو (به لهستانی: Węgrzynów) یک منطقهٔ مسکونی در لهستان است که در گمینا منگوو واقع شده‌است. وگژنوو ۵۸۷ نفر جمعیت دارد.